# Paella d'arròs
|  | Aquest article tracta sobre el plat d'arròs. Si cerqueu l'estri de cuina, vegeu «paella (estri)». |

La paella és un guisat d'arròs, carn i verdures preparat en una paella sobre un foc, siga paeller o fogó. És originària de la marjal de l'Albufera de València, a la comarca natural de la Ribera del Xúquer i a l'Horta Sud, al sud de València. Es menja en qualsevol ocasió, especialment quan s'ajunten colles d'amics o famílies, dissabtes, diumenges o en festes tradicionals i és considerat el plat típic valencià per excel·lència.
Encara que tradicionalment es devia conèixer com a arròs a la paella, paella d'arròs, arrossada o arròs en paella a la valenciana, el nom «paella», per metonímia s'utilitza tant per al plat d'arròs ja cuit, com per al recipient, el nom del qual deriva del llatí patella. La paella (recipient) s'anomena sovint paelló, sobretot a la Plana, on en alguns indrets es diu «arròs en paelló» de la paella (menjar). També s'anomena «caldero», la paella (estri) a la zona central del País Valencià.
La paella era, en principi, al País Valencià, una menja simple que es feia amb les quatre coses que es tenien a mà, a més de l'arròs: una miqueta de carn de conill, pollastre o fins i tot ànec, verdura (bajoques, fesols o garrofons i tomata), oli, aigua, safrà, vaquetes i sal. Amb el temps ha anat sofisticant-se i entrant en els restaurants, molts dels quals la tracten com a bé turístic rendible, sobretot si du marisc: llamàntol, gambes, llagosta, etc.
La seua internacionalització ha provocat la creació de plats anomenats paelles que poc tenen a veure amb l'original valencià. Alguna hi afegeix pèsols, arròs marró i vi. Alguns barregen carn amb marisc, crustacis i verdures diverses. Per a evitar la confusió generada per aquesta situació, un grup de cuiners valencians, liderats per Rafael Vidal i en la qual s'inclou l'Associació de Restaurants de la Província de València Menjar i Viure i la Asociación Valenciana de Empresarios de Restaurantes, han declarat la necessitat d'oficialitzar una sola recepta i, per tant, aplicar a la resta de les receptes un apel·latiu d'origen menor i mai no el de paella valenciana Tot i que no ha sigut oficialment acceptat, la Generalitat Valenciana també ofereix una recepta semblant amb el gentilici valencià.

## Història de la paella
Alguns autors situen l'aparició de la paella entre els segles xv i xvi, mentre que d'altres ho fan al segle xviii o fins i tot xix, amb l'aparició (segle xviii) i difusió popular (segle xix) de la paella de ferro necessària per a coure-la, sent a l'edat mitjana més habitual cuinar l'arròs al forn. Segons Francesc de Paula Martí Mora, al segle xvi ja s'imitava la paella als territoris veïns de Catalunya i Múrcia. Existeix un receptari manuscrit del segle xviii a la Llibreria Episcopal de Barcelona on se cita per primera vegada la tècnica per a cuinar aquest plat, tot i que encara no se cita amb el nom paella, i que ja inclou la distinció entre el punt de sequedat de l'arròs segons si és "a la catalana" o "a la valenciana", i la tècnica necessària per a obtenir-los. Fins al segle xix, no es troben referències escrites que citen explícitament el mot paella, que al començament és sempre en perífrasi com arròs cuit en paella, anar de paella, etc. El fet que no isca en receptaris més antics pot ser producte del seu origen rural. D'altra banda, el fet que no tingués nom no vol dir que no existís, ja que els plats casolans no solen tenir noms públics fins que no ixen en llibres o en restaurants, i sembla que aquest nom s'hi va començar a posar només quan, a fora (en especial a Madrid, i d'allà per alguns cuiners francesos), es va descobrir aquest plat de llauradors i es va començar a voler descriure'l. Cal indicar que en aquella època i en aquests àmbits de cuina burgesa, la cuina tradicional casolana, i encara menys la valenciana (que es consideraven inexistents, sent l'espanyola "encara pitjor que la italiana") no gaudien del respecte que tenen hui en dia. Així, el 1885 a Madrid apareix el receptari Novísimo manual práctico de cocina española, amb una recepta d'arroz en paella que conté pebrots sencers fregits, ànec, llom de porc, anguiles i salsitxes, entre altres ingredients poc habituals al seu país d'origen. Aquesta dèria barroquista la confirma Julio Camba als anys 1930 en La Casa de Lúculo.
Els oranesos reivindiquen la invenció de la paella, al·legant que deriva de la baiya àrab, un plat que elaboren amb arròs i fruits del mar.

## Varietats de paella

### Paella valenciana
Considerada la versió més antiga d'aquest plat, es realitza amb productes típics de la regió arrossera de València al voltant de l'Albufera. Els seus ingredients principals són la carn de corral (pollastre, conill, i més rarament ànec) i les verdures de l'horta (bajoqueta, garrofó, tomata per al sofregit, i de vegades carxofes), així com eventualment els caragols.

### Paella marinera o de marisc
No hi ha documents històrics que assenyalen exactament l'origen de la paella marinera. És l'alternativa costanera a la paella de camp, feta amb brou de peix i diferents classes de marisc com sèpia, calamars, escamarlans, gambes, cloïsses o clòtxines.

### Paella mixta
Les paelles mixtes són les que combinen en el mateix plat ingredients de la paella de carn i verdura i de la paella marinera, de peix i marisc. No són ben vistes per alguns que consideren que la paella hauria de ser només de carn i verdures o només de peix i marisc.

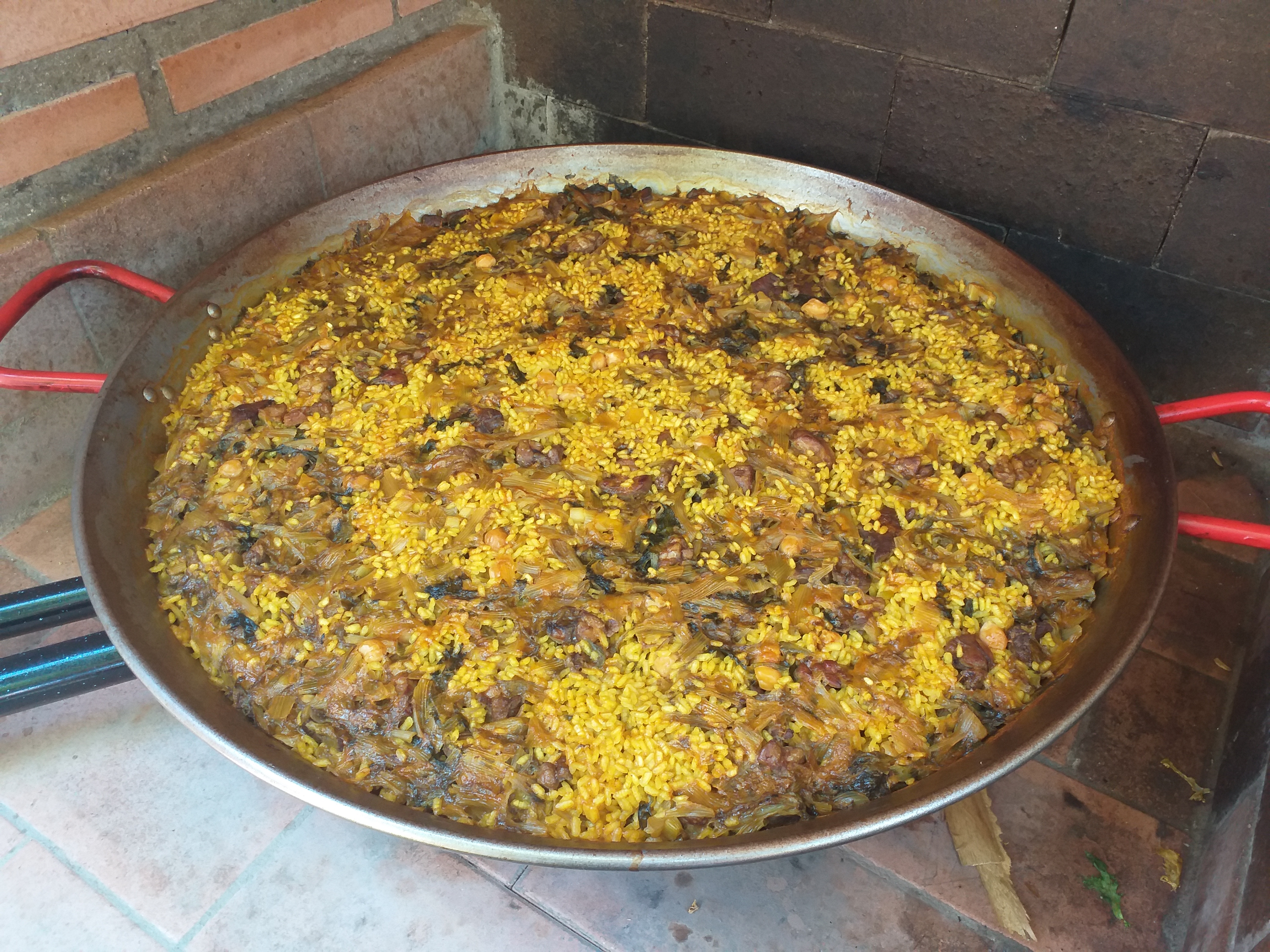
Paella de fetge de bou

### Paella de fetge de bou
La Paella de Fetge de Bou és un endemisme de l'Horta Nord, recepta típica de diverses localitats com Albalat dels Sorells, Alboraia, Almàssera, Borbotó, Massalfassar, Massamagrell, Meliana, Tavernes Blanques, feta amb arròs, fetge de bou, menúncies (lleterola, cor de vedella), cigrons i endívia. Es tracta d'una paella gustosa i contundent, típica de l'hivern. Antigament es cuinava a les cases dels llauradors de la comarca després de la matança, aprofitant les parts de l'animal que no es podien conservar.

### Altres paelles
La paella és un plat d'origen humil, que se situa amb seguretat en la zona arrossera pròxima al llac de l'Albufera. Com en la majoria de plats valencians, l'oli d'oliva i el safrà són fonamentals per a l'elaboració de la recepta. Sorgeix a les zones rurals de València de la necessitat que tenien els llauradors d'un menjar fàcil de transportar i cuinat amb els ingredients que tingueren a mà o, simplement, que tingueren.
D'aquesta manera, a inicis del segle xx la proteïna de la paella podien donar-la les rates d'aigua o altres ingredients com aus, anguiles o conill de camp. S'utilitzaven amb les verdures fresques a l'abast, arròs, safrà i oli d'oliva. Aquests es mesclaven amb l'aigua i es cuinaven a foc lent, amb el foc fet amb llenyes de branca de taronger, les quals li atorgaven el gust i l'aroma característics.
Existeix a la Marina, com a altres comarques, la tradició de fer paella amb gambes de muntanya, que fa sorna de la paella amb gambes de restaurant substituint les gambes —cares per a molts i fins fa poc, desconegudes a l'interior— per una cosa més quotidiana i "muntanyenca": la pebrera roja.

### Arròs parellada
Famós arròs d'origen barceloní originat al restaurant suís de la capital catalana el 1902 i caracteritzat per tenir tant carn com peix en els ingredients i per servir-se sense ossos, closques ni entrebancs.

### L'arròs del senyoret
És una paella valenciana d'arròs eixut on el cuiner treu tots els ossos de la carn i/o les corfes del marisc perquè els comensals no troben cap impediment a l'hora de menjar.

### L'empedrao
Es tracta d'una paella d'arròs no gaire eixut fet amb penques d'abadejo salat, encisam, o bleda, o endívia, alls tendres, salsa de tomata i fesols prèviament bullits. Hi ha també una variant feta amb conill i cargols blancs, (vaqueta). Es menja a la tardor, al temps de la cacera, sobretot al parany o barraca. En algunes comarques és menja per al sopar perquè els homes havien estat tot el dia al terme i en tornar a casa els esperava un plat calent.

## Altres plats a base d'arròs fet en paella
Al capdavall hi hauria una llarga llista d'arròs fet en paella, o arrossos secs, però amb tota mena d'ingredients. Els més habituals al País Valencià són l'arròs negre —amb una base de peix i la tinta del calamar— i l'arròs a banda —només amb el caldo de peix i marisc—, arròs amb ceba i abadejo, paella d'hivern (faves i carxofes), arròs amb col i abadejo, arròs amb costella i coliflor, etc.

## Festes
La paella té un paper important en qualsevol festa valenciana, com també qualsevol celebració familiar. És molt típic fer-ne una per al dinar de diumenge. Algunes festes són especialment relacionades amb la paella, com les Paelles al Carrer que celebren a la nit d'estiu durant moltes festes patronals, o les que es preparen durant les festes de Pasqua.

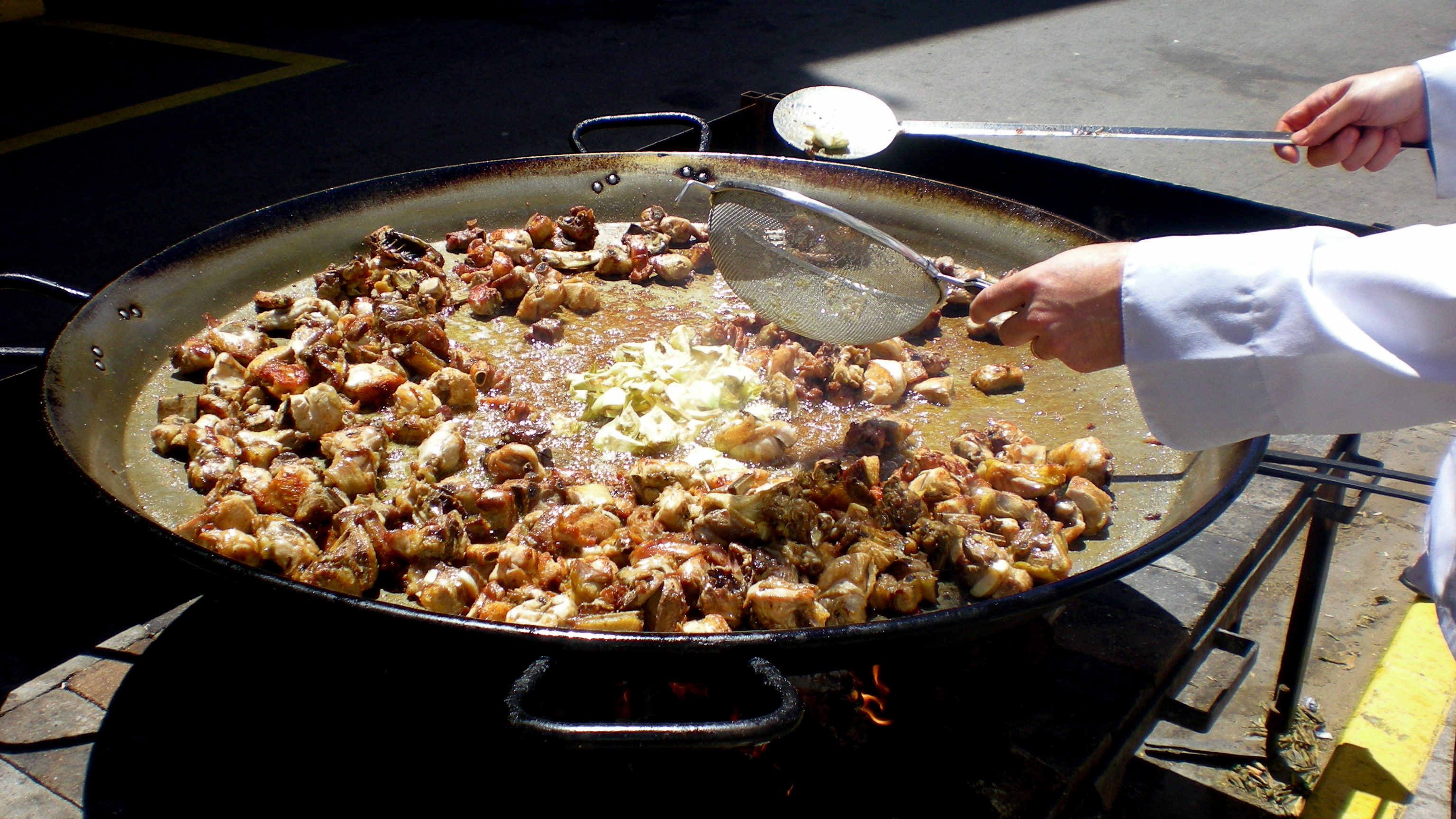
Sofregint una paella al carrer, a les festes de Vila-real

## Tradicions
Al País Valencià la paella es menja tradicionalment al migdia (mai al sopar, llevat que en siguen les restes), els diumenges o festius. A Sueca se celebra cada setembre des del 1961 el Concurs Internacional de Paella Valenciana, festa declarada d'interès turístic internacional.

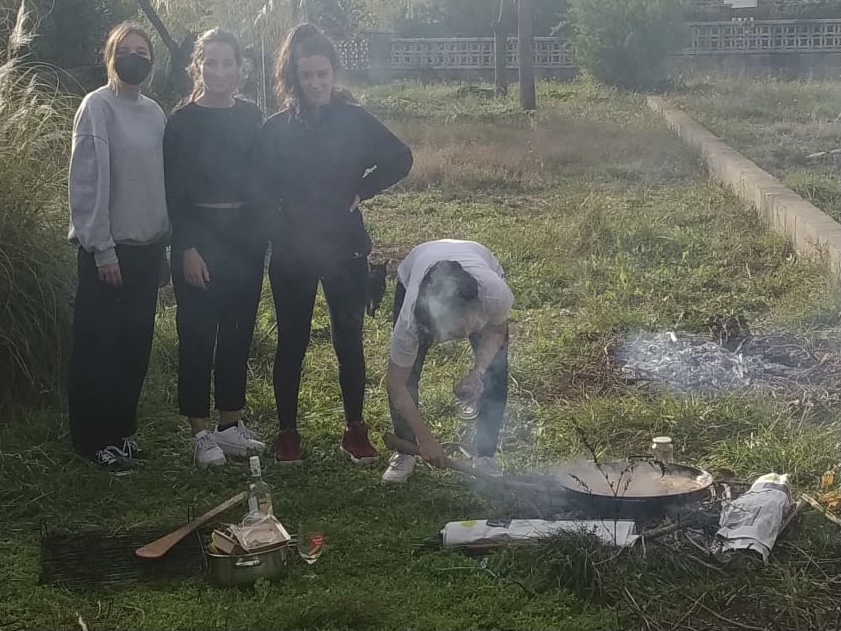
Cuinant una "paella del diumenge" al camp amb foc de llenya.

### Paella del diumenge
Els valencians sempre han associat la paella a l'element festiu. A causa de la seua laboriosa preparació i com que els seus ingredients van ser un luxe per a la majoria de la població durant molt de temps, quan calia realitzar alguna celebració la paella era el plat elegit. Per això en molts casos encara és l'home l'encarregat de guisar la paella. Es tracta d'un exemple d'exocuina, segons la diferenciació que es fa en antropologia entre l'endocuina (interior, quotidiana, invisibilitzada, de dones) i exocuina (exterior, festiva, pública, d'homes).
La tradició dels ciutadans de València d'anar a l'horta els festius a menjar paella està documentat que ja es feia al segle xix. Actualment és habitual en moltes festivitats de localitats valencianes l'elaboració amb foc de llenya de paelles gegants que són repartides de manera gratuïta entre els assistents.

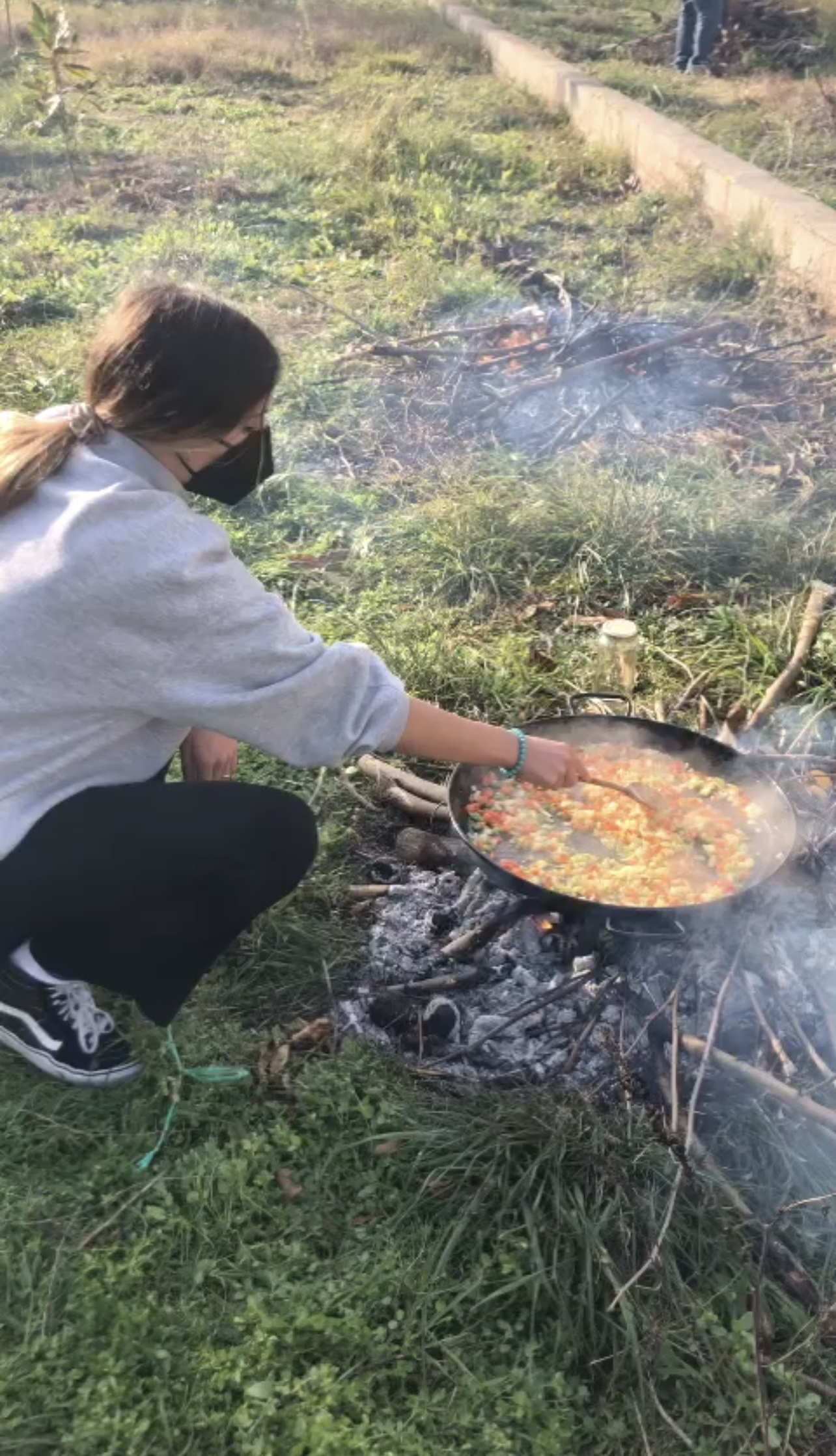
Una persona sofregint una paella de diumenge amb foc de llenya.

### Paella del dijous
El costum de menjar paella els dijous no és valencià; sent en altres zones d'Espanya típics de cantines i restaurants. A Catalunya es diu que el seu origen va ser a les fondes de sisos, com a element comercial per a atraure més clients aquest dia, de menys afluència que els caps de setmana, ja que la paella era ja un plat estimat i apreciat.
D'altra banda, altres teories, com la que diu que com que, a l'Espanya franquista, les criades tenien festa els dijous, podia ser que el dimecres ho deixessin tot preparat perquè l'endemà la senyora hi tirara el brou i cuinara el plat, o en tot cas podia ser més habitual que els senyors isqueren a menjar fora.
Una altra teoria és la del "repartiment tardà". Donat que els pescadors lliuraven el diumenge, el dilluns era el primer dia que es podia comprar peix fresc, que es venia primer a la costa. El que sobrava es repartia per l'interior, però com que es distribuïa en carros no arribava a la majoria de poblacions fins al dijous. Aquest dia es preparava la cassola de peix amb arròs. Per això se suposa que va derivar fins a la paella de peix.

### Paelles al carrer

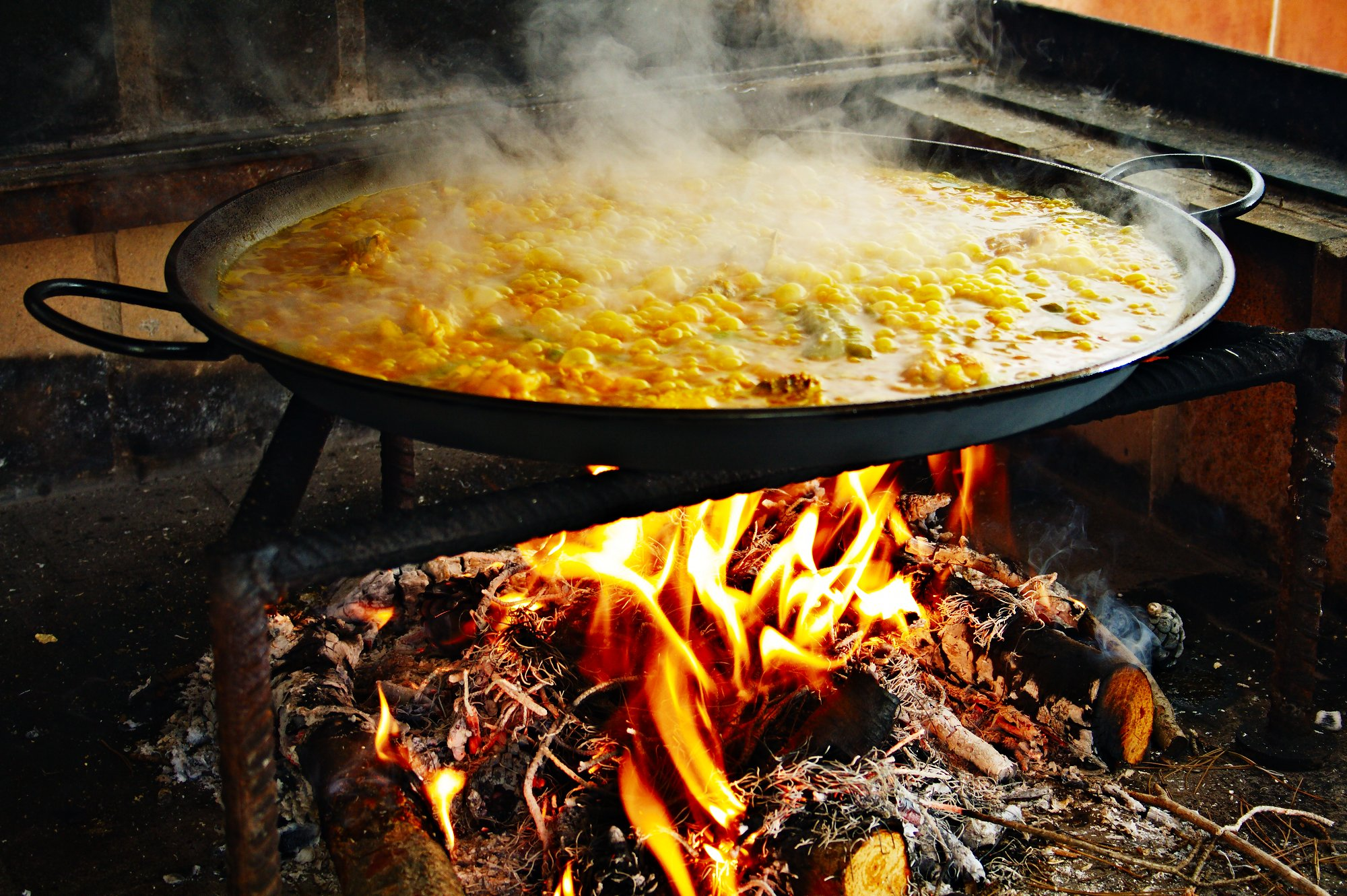
Una paella preparada al carrer

Les Paelles al Carrer és una activitat festiva que es desenvolupa a molts pobles valencians i alguns de catalans durant les festes majors. Com el nom suggereix, es tracta d'una sopada comuna on l'ajuntament reparteix els ingredients a cada colla d'amics que s'hi inscriu, pels quals normalment paga una quantitat fixa, i les colles fan foc al carrer amb llenya sobre els quals cuinen desenes de paelles. Entre les poblacions que en fan, i més arrelades estan figuren València, Castelló de la Plana, Vila-real, Godella, Penàguila, el Verger, l'Aldea, Museros, l'Alcúdia de Crespins i Vilafranca, entre moltes altres.

## Paella al món

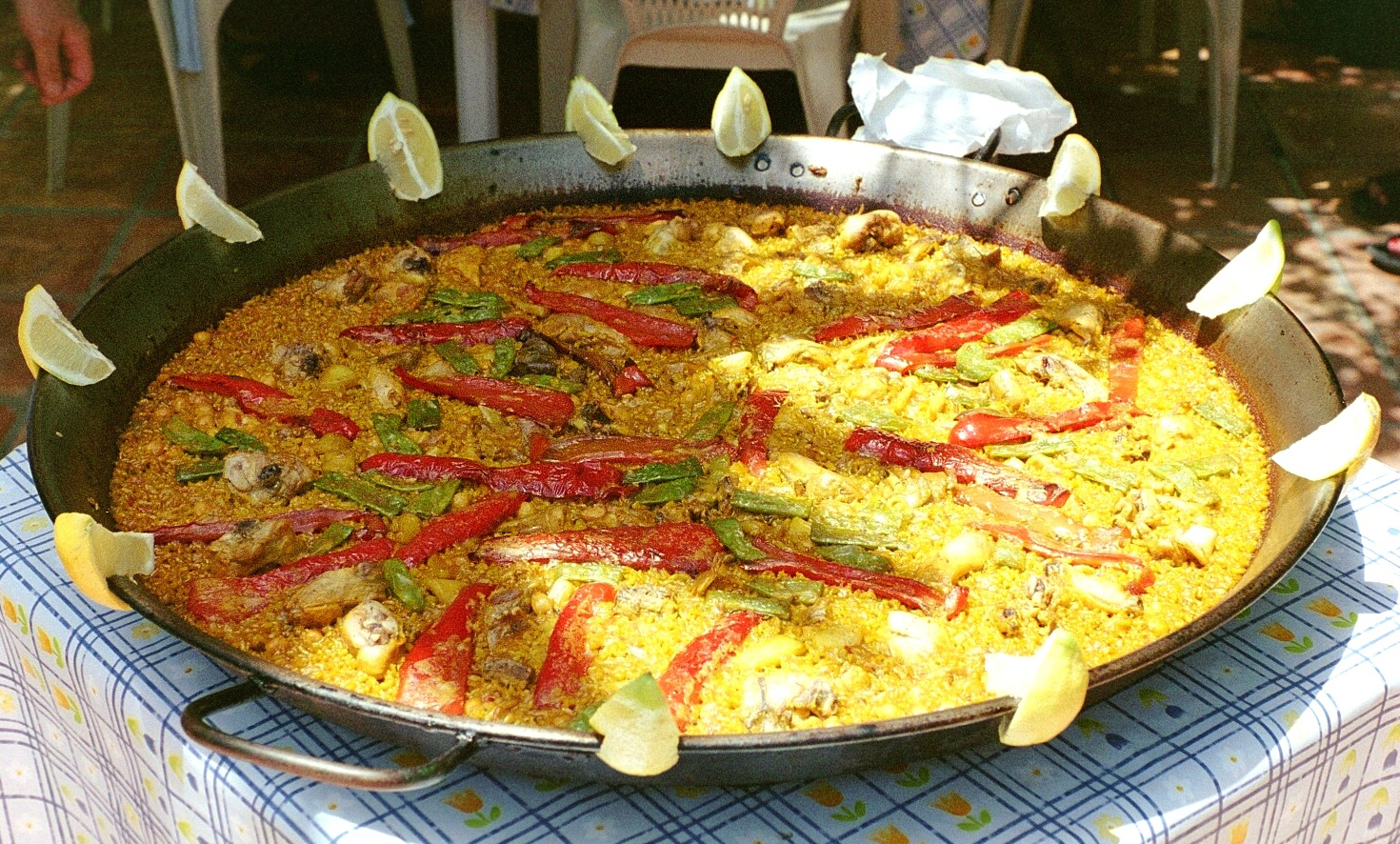
Paella feta a Altea, Marina Baixa

La paella, originària de l'àrea de L'Horta i La Ribera, s'ha estès pel món a través de la immigració, el turisme de masses, les campanyes turístiques durant el desenvolupisme i alguns pocs restaurants (per exemple El Fogón, a París, guardonat el 2009 amb una estrella de la Guia Michelin) de caràcter mediterrani que la puguen fer a l'estranger. Recentment s'està posant de moda cada vegada a més països les parades on es cuina una paella al foc en una gran cassola durant tot el dia i el client pot comprar-se'n una ració per emportar o per menjar al carrer. Així doncs, es pot trobar paella a gran part del mediterrani occidental, arreu de la península Ibèrica i a gran part de Llatinoamèrica si bé les receptes i l'arròs varien prou. Fins i tot es pot trobar a Austràlia, Àsia (especialment a les Filipines), Llatinoamèrica (especialment Mèxic i Veneçuela), els Estats Units, i Europa Occidental (Portugal, Alemanya, Suècia, Noruega i Dinamarca).
La paella, però, diferix molt de la recepta tradicional valenciana a la resta de l'estat espanyol i del món. Per a alguns, "ha estat un dels plats més pervertits, humiliats i ultratjats de la cuina nacional". Per començar, fora d'Espanya l'arròs idoni per a paella (bomba, o almenys rodó, de l'Albufera, del Delta de l'Ebre o de Calasparra) és molt difícil de trobar; per això se sol utilitzar arròs llarg. Les proporcions de caldo i d'arròs no es respecten ni tampoc la cocció, que sol estendre's durant hores en parades on la paella o el wok es manté al foc durant tot el dia i tots els ingredients tret de l'arròs han estat bullits a part. El color groc als altres països es pot obtenir amb espècies més econòmiques que el safrà, que poden variar des de la cúrcuma al curri o fins i tot el suc de taronja. S'hi troben altres espècies com el gingebre i es consideren ingredients imprescindibles el xoriço, com a mínim en la versió "mixta" o altres ingredients "espanyols" com el pernil serrà, el formatge manxego o les olives sevillanes. En alguns països la paella és un plat picant, "com tota la cuina espanyola", un exemple el trobem a la recepta de La cuisine des pecheurs catalans. A països propers, com França, se sol comprar ja preparada i cuita en llandes de conserva, de manera que només cal escalfar-la al foc o al microones i es considera una mena més de menjar ràpid i econòmic, que si no fora de llanda seria per a aprofitar les restes d'altres plats. Teoria fonamentada en el fet que en àrab les restes es diuen baqiyah, paraula que seria l'originària per a anomenar el plat, quan els àrabs haurien portat el plat a València, durant l'ocupació islàmica, i que amb el temps donaria lloc a paella.
Els ingredients necessaris per a una paella al Regne Unit, França i altres països són l'arròs llarg, les anelles de calamar, les rodanxes de xoriço i el pollastre tallat a quarts. Però a molts altres països s'hi sol trobar xoriço, ja que és "típic espanyol, com la paella", o barreges de qualsevol tipus d'ingredients (anxoves, formatge, tomàquets assecats, etc.) amb l'argument que hi ha una mena de paella típica a cada Comunitat Autònoma d'Espanya. Sembla que un possible origen de la presència de xoriço a receptaris seriosos a l'estranger pot ser una recepta de paella "genuïna espanyola" que va escriure un tal Càndido, "Mesonero Mayor de Castilla", a Madrid a mitjans del segle xx i que ha estat traduïda a moltes llengües.
Existix una teoria per a la presència de salsitxes de Frankfurt a les paelles d'Alemanya i altres països propers, segons la qual aquestes s'hi van incorporar a l'època franquista, probablement per a les simpaties d'aquest règim amb el Tercer Reich.
|  |  |  |

## Miscel·lània
Arran de la campanya de l'humorista Eugeni Alemany, que inicialment volia la inclusió d'aquest plat en l'aplicació de missatgeria WhatsApp, es va incorporar la paella com un emoji més en la versió 9 d'Unicode publicada el juny del 2016 (🥘, U+1F958). Fruit de les queixes dels promotors de la inclusió de l'emoji, Apple va canviar-ne la representació que originalment havia optat per una que s'assembla més a la recepta original valenciana. Tot i així, encara hi ha usuaris que critiquen que alguns altres proveïdors no ofereixen una representació adequada, referint-s'hi com a arròs amb coses de forma pejorativa.